# Yuki Suetsugu
末次由紀
Œuvres principales
Première œuvre : Taiyō no Romance. (太陽のロマンス)
Autres ouvrages :
- Chihayafuru
- Eden no hana

Yuki Suetsugu (末次由紀), née le 8 septembre 1975 dans la Préfecture de Fukuoka au Japon, est une mangaka.
Elle commence sa carrière en 1992 dans le mensuel Nakayoshi des éditions Kōdansha avec le titre Taiyō no Romance (太陽のロマンス) alors qu'elle a tout juste 17 ans. À partir de 1995, elle signe quelques séries courtes prépubliées dans le mensuel Bessatsu Friend, toujours chez Kōdansha, et entame en 2000 sa première longue série, Eden no hana (エデンの花).
Son œuvre la plus connue est Chihayafuru, pour laquelle elle reçoit en 2011 le Prix du manga de son éditeur dans la catégorie Shōjo.

## Biographie
Yuki Suetsugu commence à dessiner des mangas alors qu'elle n'est encore qu'une écolière, et elle n'a que 17 ans lorsqu'elle est publiée pour la première fois.
En octobre 2005, elle est accusée de plagiat par des utilisateurs du forum japonais 2channel. Kōdansha mène l'enquête et, le 18 octobre, confirme que l'auteure a plagié des planches des mangas Slam Dunk et Real de Takehiko Inoue dans ses œuvres Eden no hana et Kimi no Shiroi Hane. La mangaka admet son délit et présente des excuses officielles dans le mensuel Bessatsu Friend (numéro de novembre 2005) où étaient prépubliées les séries concernées. En guise de représailles, Kōdansha décide de cesser la distribution de toutes les œuvres de la mangaka, et annule la prépublication de Silver, sa série en cours, ainsi que tous ses projets à venir. Cette affaire a été largement médiatisée dans les médias japonais. C'est seulement en 2007, deux ans après le scandale, que l'éditeur permet à la mangaka de faire son retour. C'est dans le mensuel Be Love qu'elle revient avec une nouvelle série, Chihayafuru, qui est à ce jour son plus grand succès.

## Œuvres
| Titre                            | Titre en japonais        | Année de publication | Genre                                               | Volumes         | Statut                                              | Distinctions                                                                                |
| -------------------------------- | ------------------------ | -------------------- | --------------------------------------------------- | --------------- | --------------------------------------------------- | ------------------------------------------------------------------------------------------- |
| Taiyō no Romance                 | 太陽のロマンス           | 1992                 | Romance, Shōjo                                      | Histoire courte | Terminé                                             | Mention honorable durant le concours des Mangaka débutants organisé par la revue Nakayoshi. |
| Kimi no Shiroi Hane              | 君の白い羽根             | 1995                 | Fantasy, Shōjo, tranche de vie                      | 1               | Terminé                                             | -                                                                                           |
| Kono mune no Sunao               | この胸の素直             | 1996                 | Romance, Shōjo                                      | 1               | Terminé                                             | -                                                                                           |
| Kimi no Tame no Nani mo Kamo     | 君のための何もかも       | 1996                 | École, Shōjo                                        | 1               | Terminé                                             | -                                                                                           |
| Promise                          | プロミス                 | 1996                 | Drame, Romance, École, Shōjo, Tragédie              | 1               | Terminé                                             | -                                                                                           |
| Only You                         | 翔べない翼               | 1997-1999            | Drame, Romance, Shōjo, fantastique                  | 8               | Terminé                                             | -                                                                                           |
| Kimi no Kuroi Hane               | 君の黒い羽根             | 1998                 | Romance, Shōjo, Tranche de vie                      | 2               | Terminé                                             | -                                                                                           |
| Itoshii Kimi                     | いとしいキミ             | 1998-1999            | Romance, École, Shōjo                               | 1               | Terminé                                             | -                                                                                           |
| Kimi no Shiroi Hane II           | 君の白い羽根II           | 2000                 | Fantasy, Shōjo, Tranche de vie                      | 1               | Terminé                                             | -                                                                                           |
| Eden no hana                     | エデンの花               | 2000-2004            | Drame, Romance, École, Shōjo                        | 12              | Terminé. Distribution annulée pour cause de plagiat | -                                                                                           |
| Kimi no Shiroi Hane DX           | 君の白い羽根DX           | 2001                 | Fantasy, Shōjo, Tranche de vie                      | 1               | Terminé                                             | -                                                                                           |
| Kimi no Kuroi Hane DX            | 君の黒い羽根DX           | 2001                 | Fantasy, Romance, Shōjo, Tranche de vie             | 1               | Terminé                                             | -                                                                                           |
| Namida Hyakuman Tsubu            | 涙１００万粒             | 2001                 | Drame, Romance, Shōjo, École                        | 1               | Terminé                                             | -                                                                                           |
| Kimi wa Boku no Kagayakeru Hoshi | 君は僕の輝ける星         | 2002-2004            | Romance, École, Shōjo                               | 1               | Terminé                                             | -                                                                                           |
| 100% no Kimi e                   | 100％の君へ              | 2003-2005            | Drame, Romance, École, Shōjo                        | 2               | Terminé                                             | -                                                                                           |
| Silver                           | Silver                   | 2004-2005            | Drame, Romance, École, Shōjo, Fantastique           | 2               | Annulé pour problèmes de plagiat                    | -                                                                                           |
| Kimi no Shiroi Hane DX II        | 君の白い羽根DXII         | 2005                 | Fantasy, Shōjo, Tranche de vie                      | 1               | Terminé                                             | -                                                                                           |
| Kimi no Kuroi Hane DX II         | 君の黒い羽根DXII)        | 2005                 | Fantasy, Romance, Shōjo, Tranche de vie             | 1               | Terminé                                             | -                                                                                           |
| Harukoi                          | ハルコイ                 | 2007                 | Drame, Josei, Romance, Tranche de vie               | 1               | Terminé                                             | -                                                                                           |
| Chihayafuru                      | ちはやふる               | 2007-2022            | Drame, Josei, Romance, École, Tranche de vie, Sport | 50              | Terminé                                             | - 35ª prix du manga Kōdansha dans la catégorie Shōjo (2011). - Grand prix du manga (2009)   |
| Couverture                       | クーベルチュール         | 2009- présent        | Drame, Josei, Romance                               | 2               | En cours                                            | -                                                                                           |
| Story 311                        | ストリート               | 2012                 | Drame, Psychologique                                | 1               | Terminé                                             | -                                                                                           |
| Chihayafuru: Chuugakusei-hen     | 小説 ちはやふる 中学生編 | 2012-2013            | Drame, Josei, Romance, École, Tranche de vie, Sport | 4               | Terminé                                             | -                                                                                           |